# Литовка (Брестская область)
Литовка (бел. Літо́ўка) — деревня в Ляховичском районе Брестской области Беларуси. В составе Ольховского сельсовета.

## География
Расстояние до Ляхович 12 км, до Бреста — 189 км. Ближайшие населённые пункты в 2 км — Большое Городище, Кривое Село, Гуково, Ольховцы.

### Гидрография
Недалеко протекает река Городищанка.

## История
До 9 июня 1958 года деревня входила в состав Малогородищенского сельсовета, до 16 марта 1987 года — в состав Ольховского сельсовета (до 1968 года — Подъязовлевский сельсовет), в 1987—1997 годах в составе Малогородищенского сельсовета.

## Население
- 2009 год — 3 жителя (перепись населения)[4]
- 2019 год — 1 житель (перепись населения)